# چناره
چـِناره شهری است در استان کردستان در غرب ایران. این شهر مرکز بخش سرشیو شهرستان مریوان است.

## جمعیت
جمعیت این شهر در سرشماری سال ۱۳۹۵، برابر با ۴۵۵ نفر بوده‌است؛ که با این حساب، این شهر جزو ۱۰ شهر دارای کمتر از ۱۰۰۰ نفر جمعیت در ایران است.

## در قدیم
لغتنامه دهخدا به نقل از جلد پنجم فرهنگ جغرافیایی ایران می‌نویسد:
چناره دهی است از دهستان سرشیو بخش مریوان شهرستان سنندج که در ۳۲ هزار گزی شمال خاوری دژ شاهپور و ۶ هزارگزی شمال ویله واقع است. کوهستانی و سردسیر است و ۲۰۰ تن سکنه دارد. آبش از رودخانه کویله. محصولش غلات، لبنیات و حبوبات. شغل اهالی زراعت و گله‌داری و راهش مالرو و سخت‌گذر است.